# 14 Геркулеса b
14 Геркулеса b — внесолнечная планета в системе оранжевого карлика 14 Геркулеса, находящегося в созвездии Геркулеса на расстоянии ок. 57 св. лет от Солнца.
Измеренная масса экзопланеты, превышающая массу Юпитера, позволяет отнести её к классу газовых гигантов. Её размер близок к размеру Юпитера. Экзопланета была обнаружена в июле 1998 года командой проекта Geneva Extrasolar Planet Search. На момент обнаружения у 14 Геркулеса b был самый длинный орбитальный период среди известных экзопланет (1773,4 дня), хотя позднее были обнаружены планеты с более длинным периодом обращения вокруг материнской звезды.

## Открытие
Как и большинство известных экзопланет, 14 Her b была обнаружена путём измерения вариаций лучевой скорости звезды, вызванных притяжением планеты. Это было сделано путём точных измерений доплеровского сдвига спектра звезды. До этого анализа, ещё одним возможным объяснением доплеровского сдвига могла быть тесная спектроскопическая двойная звезда.

## Орбита и масса
Предварительные астрометрические измерения, сделанные спутником «Гиппарх», показывали, что планета имеет наклонение орбиты 155,3° по отношению к картинной плоскости; это означало бы, что истинная масса в 11,1 раза больше массы Юпитера, близко к порогу горения дейтерия, который некоторыми астрономами используется, как граница между планетой и коричневым карликом. Однако последующий анализ показал, что измерения «Гиппарха» не были достаточно точными для аккуратного определения орбиты, так что фактическое наклонение орбиты и истинная масса планеты оставались на тот момент неизвестными. Позже наклонение её орбиты было рассчитано по астрометрическим наблюдениям космического телескопа «Хаббл». Уточнение параметров этой экзопланеты может быть выполнено с помощью будущих астрометрических спутников, таких как «Gaia».

## Прямое наблюдение
Благодаря достаточно большому размеру орбиты 14 Her b, а также близости системы 14 Геркулеса к Солнцу, максимальное угловое расстояние между этой планетой и её звездой относительно велико (оно достигает 0,14 угловой секунды). Следовательно, планета 14 Her b является перспективным кандидатом для непосредственного наблюдения, поскольку планета и звезда могут быть пространственно разрешены. Однако поиск, выполненный с использованием адаптивной оптики на 360-сантиметровом телескопе CFHT на Мауна-Кеа (Гавайи), оказался безуспешным, подтвердив лишь, что объект не является звездой.